# Huonodon
Huonodon is een geslacht van weekdieren uit de klasse van de Gastropoda (slakken).

## Soorten
- Huonodon aorangi (Suter, 1890)
- Huonodon gadus (Dell, 1954)
- Huonodon hectori (Suter, 1890)
- Huonodon microundulatum (Suter, 1890)
- Huonodon pseudoleiodon (Suter, 1890)
- Huonodon pseutes (Iredale, 1913)